# رون هوفمان
رون هوفمان هو دبلوماسي كندي، ولد في 1960.